# إسكتلندا (جورجيا)
إسكتلندا (بالإنجليزية: Scotland, Georgia)‏ هي مدينة تقع في مقاطعة تيلفير, مقاطعة ويلر بولاية جورجيا في الولايات المتحدة. تبلغ مساحة هذه المدينة 3.6 (كم²)، وترتفع عن سطح البحر 50 م، بلغ عدد سكانها 300 نسمة في عام 2010 حسب إحصاء مكتب تعداد الولايات المتحدة.

## وصلات خارجية
- Cities & Counties - Georgia.gov